# Maxime Vanpraag
Pour les articles homonymes, voir van Praag.
Maxime Paul Emile Vanpraag, né à Saint-Gilles, le 26 septembre 1910, décédé en avril 1945 en Allemagne, était un avocat d'origine juive, grand patriote et grande figure de la résistance belge durant la Seconde Guerre mondiale.

## Biographie
Militant de la fédération Bruxelloise des Étudiants socialistes et du Groupe universitaire pour la Société des Nations. Avocat diplômé de l’Université libre de Bruxelles, il fait ses débuts  en 1932 chez l’avocat Arthur Hirsch puis rejoint le cabinet d’Yvan Thoumsin. Inscrit sur la liste socialiste d’Uccle, il est élu conseiller communal aux élections en octobre 1938.
Durant la Seconde Guerre mondiale, recruté début 1941 par Mathieu De Jonge, il œuvre pour le journal clandestin La Libre Belgique et par là intègre le Service de renseignement Zéro, dont il devient le quatrième chef succédant à Albert Hachez. Ses noms de code sont « Rouleau », « Eric » ou encore « Monsieur Jean ». Il est arrêté par la Geheime Feldpolizei chez Yvan Thoumsin le 2 juillet 1944 à la suite d'une dénonciation. Il est torturé à la caserne Sainte-Anne de Laeken, mais Maxime Vanpraag ne divulgue rien. Il est ensuite enfermé au Fort de Breendonk jusqu'au 30 août 1944, puis successivement déporté aux camps de concentration de Vught, Sachsenhausen, Buchenwald et Dora-Nordhausen. Il décède entre le 5 et le 7 avril 1945 dans la Boelcke-Kaserne (en) (Nordhausen).

## Sources bibliographiques
- Livre d’Or de la Résistance belge, Bruxelles, Éditions Leclercq, 1948.
- Yaëlle Van Crombrugge, Les espions Zéro dans l'ombre du pouvoir 1940-1944, Éditions  Racine, 2013 (ISBN 9782873868390).
- Patrick Nefors, Breendonk 1940-1945, Éditions Racine, 2005 (ISBN 9782873864200).
- Mark Van den Wijngaert, Dimitri Roden, Tine Jorissen, Auffanglager Breendonk 1940-1944, Les Prisonniers de Breendonk, livre-mémorial, Mémorial National du Fort de Breendonk, 2012 (ISBN 9789090269504)